# Частица ядро-оболочка
Частица ядро-оболочка (англ. core-shell particle) — наноразмерная частица, ядро и оболочка которой отличаются по составу, микроморфологии и, как правило, функциональному назначению.

## Описание
Ядро такой частицы обычно состоит из полупроводниковой или ферро/суперпарамагнитной фазы, а в качестве оболочки используется другая полупроводниковая фаза, SiO2 или биосовместимый полимер. В литературе упоминаются также двухслойные люминесцентные частицы на основе фторидов и некоторых халькогенидов редкоземельных элементов (скандий, иттрий, лантан и лантаноиды).
Главным достоинством многослойных частиц является их полифункциональность, реализуемая за счет разделения функций ядра и оболочки, а также возможность оптимизации целевых физико-химических свойств материала ядра. Создание частиц ядро-оболочка может быть обусловлено необходимостью изоляции ядра от воздействий окружающей среды, закрепления на внешнем слое специфических групп и реагентов для направленной доставки лекарственных препаратов, интенсификации процесса поглощения и испускания энергии люминесцентными частицами и др.
Основным отличием частиц этого типа от «двуликих» частиц (см. частицы Януса) являются морфологические особенности взаимного расположения их компонентов, при котором на поверхности частицы находится только один из них.